# Geschichte Ladakhs
Die Geschichte Ladakhs umfasst etwa 1100 Jahre seit der Entstehung eines unabhängigen Königreiches. Sie ist eng an die Geschichte Tibets geknüpft, das der Region seine heutige kulturelle Prägung verlieh. Gleichwohl war Ladakh stets auch Einflüssen aus Zentralasien und Indien ausgesetzt.
Ladakh ist ein Gebirgsland im äußersten Norden des indischen Subkontinents. Im weiteren, nach geographischen und historischen Gesichtspunkten definierten Sinne umfasst es das Gebiet um den mittleren Oberlauf des Indus im westlichen Himalaya mit den heutigen indischen Distrikten Leh und Kargil, dem pakistanischen Baltistan sowie dem durch China besetzten Aksai Chin. Im engeren, kulturellen Sinne umfasst es nur den noch heute dem tibetisch-buddhistischen Kulturkreis zuzuordnenden Distrikt Leh einschließlich Aksai Chin sowie die Landschaft Zanskar in Kargil. Die folgende Darstellung konzentriert sich auf Ladakh im engeren Sinne.

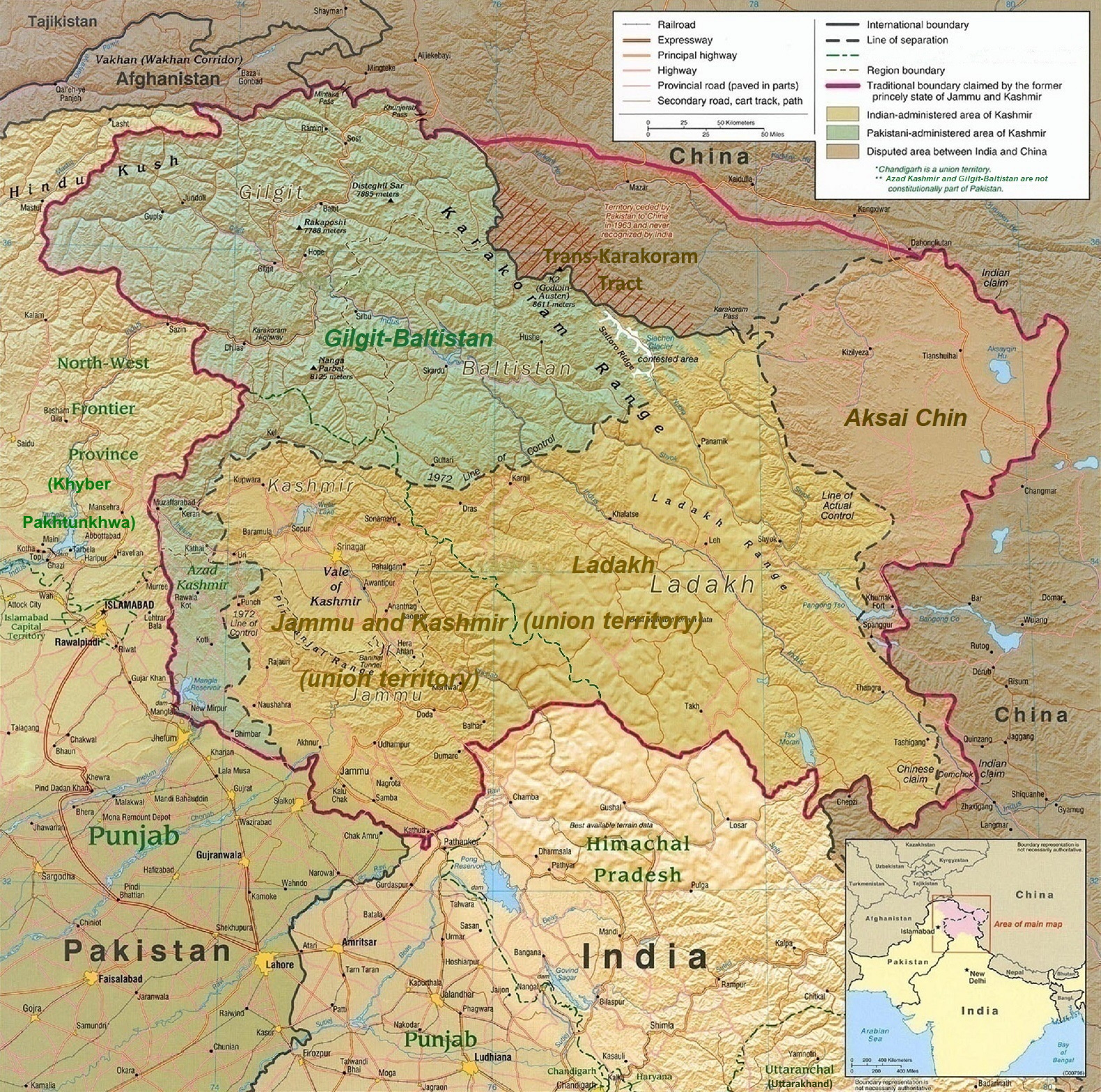
Aktuelle Karte Kaschmirs einschließlich Ladakh, Baltistan und Aksai Chin

## Frühe Geschichte (bis 10. Jahrhundert n. Chr.)
Über Ladakhs frühe Geschichte bis zur Mitte des 10. Jahrhunderts n. Chr. ist wenig bekannt. Felszeichnungen und archäologische Funde legen nahe, dass Teile der Region schon in der Bronzezeit von nomadischen Viehzüchtern, vermutlich aus den zentralasiatischen Steppengebieten, bewohnt waren. Später wanderte ein unter dem Namen „Mon“ bekanntes indogermanisches Volk, das sich zum Buddhismus bekannte, aus Nordindien ein. Es wurde im 4. und 5. Jahrhundert n. Chr. durch indoiranische Darden verdrängt oder von diesen assimiliert.
Verlässliche schriftliche Quellen für die Frühgeschichte Ladakhs existieren kaum. In chinesischen, tibetischen und arabisch-muslimischen Chroniken finden sich lediglich vereinzelte Hinweise auf das karge, trockene Gebirgsland am Westabhang des Himalaya. Die ladakhischen Chroniken übernahmen ausschließlich die Geschichtsschreibung benachbarter Staaten. Erst ab dem 10. Jahrhundert bieten sie zuverlässige Angaben über die regionale Entwicklung. Aus tibetischen Quellen wird jedoch ersichtlich, dass Ladakh im 7. Jahrhundert von den Tibetern erobert wurde. Das aufstrebende Königreich Tibet war in erbitterte Kriege mit China verwickelt. Ladakh kam im Streit um das chinesisch dominierte Turkestan eine bedeutende strategische Rolle dazu, da viele Pässe zwischen dem Hochland von Tibet und dem nordwestlich gelegenen Turkestan dort hindurch verliefen. Zur Zeit der tibetischen Eroberung hatte der Buddhismus in Ladakh längst Fuß gefasst, wurde aber vom schamanistisch-animistischen Bön-Glauben der Tibeter teilweise zurückgedrängt.
Zusätzlichen Druck auf China übten ab dem frühen 8. Jahrhundert die Araber aus, die aus dem heutigen Pakistan nach Nordindien und auch das damals buddhistische Kaschmir vorstießen, welches sich daraufhin mit China verbündete. Baltistan im nördlichen Ladakh wurde zum Mittelpunkt der kriegerischen Auseinandersetzungen zwischen Chinesen, Kaschmirern, Tibetern und Arabern. Chinesische Soldaten waren zeitweise in der Region um Gilgit stationiert, mussten sich aber 751 den Arabern geschlagen geben, die sich nun nach Turkestan ausbreiteten. Tibet nutzte die Schwäche der Chinesen, um auch Baltistan in Besitz zu nehmen. Ladakhs Bedeutung während dieser Zeit beschränkte sich auf seine strategisch günstige Lage als Durchzugsland. In Friedenszeiten blieb das dünn besiedelte Gebiet von den damaligen Reichen, allen voran Tibet, weitgehend unbeachtet.

## Ladakh als unabhängiges Königreich (um 930 bis 13. Jahrhundert)
Im 9. Jahrhundert befand sich das tibetische Königtum auf Grund innerer Streitigkeiten im Niedergang. Nach dem Tode König Langdarmas im Jahre 842 zerbrach es in mehrere Einzelstaaten. Um 900 floh Kyi-de Nyi-ma-gön, ein Nachkomme eines Zweiges des alten tibetischen Herrscherhauses, aus Zentraltibet in den Westen des Landes, von wo er seinen Machtbereich innerhalb kurzer Zeit auch auf Ladakh, Zanskar, Lahaul und Spiti ausdehnte. Nach seinem Tod um 930 teilten seine drei Söhne das Reich unter sich auf. Ladakh, einschließlich des heute in Westtibet im Grenzgebiet zu Indien gelegenen Rutog, wurde unter Kyi-de Nyi-ma-göns ältestem Sohn zum selbstständigen Königreich.
Erstaunlicherweise ging mit der Abspaltung von Tibet, wo sich seit der Mitte des 8. Jahrhunderts der Buddhismus etabliert hatte, die „Tibetisierung“ von Kultur, Gesellschaft und Religion einher. Ladakh hatte bis dahin noch starken Einflüssen des indoarischen Kulturkreises in Nordindien unterlegen, die sich mit tibetischen Zügen vermischten. Mit der Errichtung einer Dynastie, die ihre Herkunft unmittelbar auf das alte Königtum Tibets zurückführte, setzte sich die tibetische Kultur jedoch durch. Nach 1000 veranlassten die Feldzüge der muslimischen Ghaznawiden in der Gangesebene viele indische Buddhisten und Hindus zum Rückzug in den Himalayaraum, was den kulturellen Austausch zwischen Ladakh und Nordindien noch einmal belebte. Die regelrechte Auslöschung des Buddhismus in Indien durch die Ghuriden um 1200 setzte dem indischen Einfluss auf Ladakh jedoch ein Ende. Im 14. Jahrhundert wies Ladakh endgültig eine vollständig tibetische Prägung auf. Wirtschaftlich blieb es jedoch weiterhin eng an seinen Haupthandelspartner Kaschmir gebunden.
Die ladakhischen Chroniken geben wenig Aufschluss über die politischen Entwicklungen jener Zeit. Sie beschränken sich zumeist auf Herrschernamen. Lediglich König Utpala, der etwa zwischen 1080 und 1110 regierte, wird besonders hervorgehoben. Er erweiterte als erster ladakhischer Herrscher das Gebiet seines Staates wesentlich. Das Reich Nun-ti (heute Kullu im indischen Bundesstaat Himachal Pradesh) musste sich zu Tributzahlungen an Utpala verpflichten. Auch Teile Westtibets gerieten unter seine Kontrolle.

## Politische Umwälzungen und wechselnde Fremdherrschaften (13. bis 16. Jahrhundert)
Tibet wurde ab Mitte des 13. Jahrhunderts bis 1354 unter mongolischer Oberhoheit von den Äbten der Sakya-Klöster verwaltet. Gleichwohl blieb der mongolische Einfluss auf Tibet beschränkt. Aus ladakhischen Quellen geht nicht hervor, ob auch Ladakh die Mongolenherrschaft anerkannte. Da das Land jedoch kaum die Kraft besessen haben dürfte, sich den mongolischen Großkhanen zu widersetzen, ist es mehr als wahrscheinlich, dass es sich zumindest nominell Kublai Khan und dessen Nachfolgern unterstellte.
Im 15. Jahrhundert wurde Ladakh Schauplatz bedeutsamer religiöser Umwälzungen. Das benachbarte Kaschmir wurde seit 1339 von einer muslimischen Dynastie beherrscht, die 1405 Baltistan im Norden Ladakhs eroberte und dessen Bevölkerung zur Annahme des Islam zwang. Seitdem wird Baltistan nicht mehr zum ladakhisch-tibetischen Kulturkreis und damit Ladakh im engeren Sinne gerechnet. Von Zentraltibet aus verbreitete sich zu Beginn des 15. Jahrhunderts die Lehre des buddhistischen Reformators Tsong-kha-pa, dessen Anhänger als Gelugpa oder „Gelbmützen“ bekannt sind, in die umliegenden buddhistischen Reiche. In den 1420er Jahren erreichte sie schließlich auch Ladakh. König Trak-bum-de (Regierungszeit etwa zwischen 1410 und 1440) nahm die Regeln der neuen Sekte an und ließ alte schamanische Praktiken, beispielsweise Tieropfer, verbieten. Ladakh sah sich jedoch einer immer größeren Bedrohung durch seinen aggressiven muslimischen Nachbarn gegenüber. Unter Zain-ul-Abidin (reg. 1420 bis 1470) unternahm Kaschmir mindestens zwei Feldzüge gegen Ladakh und den westtibetischen Staat Guge. Nachdem diese sich der nominellen Oberhoheit Kaschmirs unterstellt hatten, zogen sich die Truppen zurück.
Um 1470, unmittelbar nach dem Tod Zain-ul-Abidins, setzte Lha-chen Bha-gan, ein Prinz aus einer Nebenlinie des ladakhischen Herrscherhauses, den rechtmäßigen König Lo-trö-chok-den ab. Lha-chen Bha-gan nutzte die Schwäche Kaschmirs nach dem Tod seines Königs aus, um den ladakhischen Marionettenkönig zu stürzen und die Unabhängigkeit des buddhistischen Reiches wiederherzustellen. Er nahm den Namen Nam-gyal („der Siegreiche“) an, welcher sich auf die von ihm begründete Dynastie übertrug. Ein erneuter Unterwerfungsversuch Kaschmirs etwa zehn Jahre später scheiterte.
Gegen Ende des 15. Jahrhunderts stießen turkestanische Truppen unter mongolischem Kommando aus dem zentralasiatischen Kaschgar nach Baltistan vor. Zunächst blieb es bei gelegentlichen Raubzügen gegen Ladakh, doch 1517 drang ein von Khan Mir Mazid geführtes Heer ein, das allerdings König Tra-shi Nam-gyal unterlag. Einer neuerlichen Invasion unter Khan Abu Sayed Mirza im September 1532 vermochte Ladakh nichts mehr entgegenzusetzen. Tra-shi Nam-gyal musste sich Kaschgarien beugen. Nur mit Mühe gelang es den neuen Herren, einen Aufstand im darauffolgenden Jahr zu unterdrücken. Tra-shi Nam-gyal wurde hingerichtet und sein Neffe Tshe-wang Nam-gyal (reg. 1533 bis 1575) auf den Thron erhoben. Zum Verhängnis wurde den mongolischen Eroberern ein Kriegszug nach Tibet 1533/34, auf dem der Khan verstarb. Sein Nachfolger Mirza Haider zog sich nach Badakhshan im heutigen Afghanistan zurück. Im Bündnis mit dem nordindischen Großmogul Babur kehrte er jedoch schon bald nach Kaschmir zurück und unterwarf 1548 abermals Baltistan und Ladakh. Beide Gebiete wurden unter die Verwaltung muslimischer Gouverneure gestellt. 1551 ermordeten schiitische Rebellen Mirza Haider. Das wiederhergestellte, aber schwache kaschmirische Königtum war nicht in der Lage, Ladakh zu halten.
Ab den 1550er Jahren konnte sich Ladakh rasch erholen. Nachdem es den wechselnden Fremdherrschaften widerstanden hatte, fühlte es sich stark genug, selbst nach Baltistan und Westtibet zu expandieren, was auch gelang. König Tshe-wang Nam-gyal starb 1575, ohne einen Sohn zu hinterlassen. Der Nachfolgestreit zwischen seinen beiden jüngeren Brüdern schwächte das Reich. Seine Vasallen gewannen ihre Selbstständigkeit zurück. Aus dem Thronstreit ging schließlich Jam-wang Nam-gyal als Sieger hervor. Beim Versuch, die alte Machtposition Ladakhs wiederherzustellen, wurde er von den Truppen Ali Mir Khans, Herrscher auf dem Thron des muslimischen Baltistan, gefangen genommen. Die folgende Invasion brachte eine Welle religiös motivierter Gewalt über die buddhistischen Bewohner Ladakhs. Klöster wurden zerstört und religiöse Schriften vernichtet. Jam-wang Nam-gyal musste Ali Mir Khans Tochter ehelichen, die Söhne seiner buddhistischen Frau wurden nach Zentraltibet verbannt. Bis zu seinem Tode um 1595 unterstand sein Reich Baltistan. Dennoch schlug die versuchte Islamisierung fehl, nicht zuletzt dank der Bemühungen Jam-wang Nam-gyals, die verwüsteten Klöster wiederaufzubauen.

## Bedrohung durch die Moguln (17. Jahrhundert)

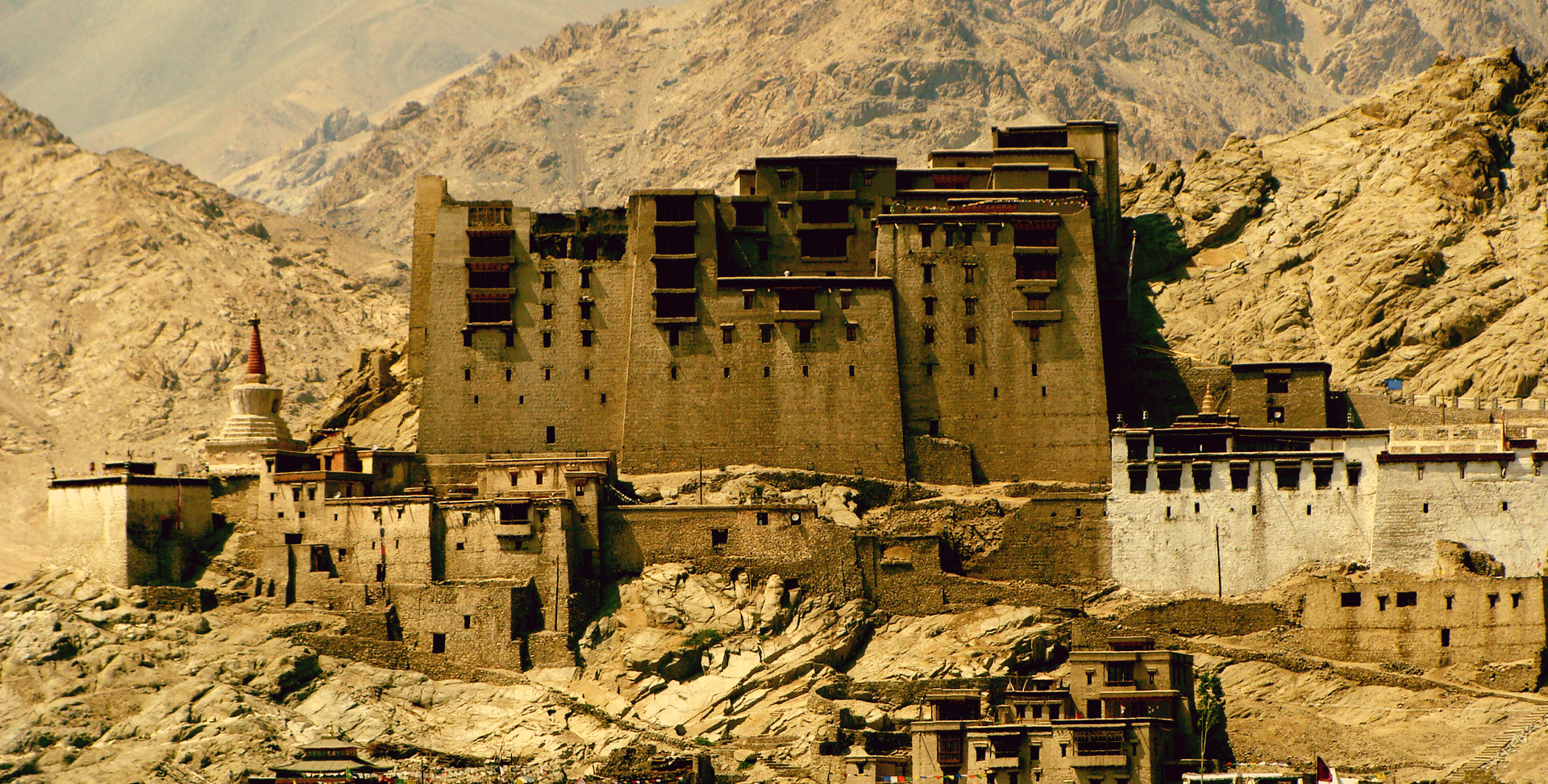
Der Königspalast in Leh wurde unter der Regentschaft von Sen-ge Nam-gyal (ca. 1595–1645) errichtet.

Unter König Sen-ge Nam-gyal (Regierungszeit etwa von 1595 bis 1645) erlebte Ladakh eine neue Blütezeit, wozu im Wesentlichen zwei Faktoren beitrugen: zum einen der Zusammenbruch Baltistans und zum anderen die geschwächte Zentralmacht Tibets infolge des Streits zwischen „Gelbmützen“ und „Rotmützen“. Nach einem langjährigen Krieg gegen Guge gelang die Einnahme des östlichen Nachbarreiches. Gleichzeitig entstand Ladakh mit dem indischen Mogulreich – seit 1586 im Besitz des Kaschmirtals – ein neuer Gegner. Die Moguln betrachteten den Himalaya als die natürliche Grenze ihres Reiches und strebten daher die Eingliederung aller Staaten auf „ihrer“ Seite des Gebirgszuges an. 1637 setzte das Mogulreich einen Marionettenkönig in Baltistan ein. Sen-ge Nam-gyal befürchtete, dass auch sein Land dem neuen Rivalen einverleibt werden könnte. 1639 rückte er mit seiner Armee nach Purig, die Gegend um das heutige Kargil, vor und schließlich nach Baltistan, wo er jedoch geschlagen wurde. Dennoch verzichtete das Mogulreich darauf, von Ladakh Besitz zu ergreifen, unter der Bedingung, Purig zu übergeben. Zudem verpflichtete sich Ladakh zu Tributzahlungen, denen es aber nicht nachkam. Trotz des ungünstigen Ausganges für Ladakh stabilisierte der Krieg immerhin die Westgrenze des Reiches, sodass sich Sen-ge Nam-gyal nun nach Osten wenden konnte, wo Tibet sich im Kriegszustand mit den Mongolen befand. Bis 1641 dehnte er seinen Herrschaftsbereich bis zum Mayum-Pass südlich des Berges Kailash aus. Mit Sen-ge Nam-gyals Tod um 1645 wurden Ladakhs Expansionsbestrebungen vorerst beendet.
Nachdem Ladakh schon 1639 und erneut 1663 versprochen hatte, Tribute an die Moguln zu leisten, ohne dem jemals Folge zu leisten, rief Großmogul Aurangzeb 1664 den ladakhischen König dazu auf, die Oberhoheit des Mogulreiches anzuerkennen und die Verbreitung des Islam zu fördern. Ladakh beugte sich dieser Aufforderung nur solange, bis sich Aurangzebs Augenmerk ab 1672 auf die paschtunischen Aufstände an der Nordwestgrenze richtete. In den folgenden zwei Jahren eroberte König De-den Nam-gyal (reg. etwa 1645 bis 1675) Purig und das untere Tal des Shyok-Flusses.
Derweil festigte sich in Tibet die Macht des 5. Dalai Lama, der ab 1680 Ladakh für sein Reich beanspruchte. Die Chroniken der beiden Seiten geben unterschiedliche Gründe für den Konflikt an. Ladakhischen Schriften zufolge ist er auf die Unterstützung eines Rotmützen-Lamas in Bhutan durch Ladakh zurückzuführen, Tibet dagegen beschuldigte Ladakh der Verfolgung der Gelbmützen im eigenen Lande. 1681 kam es zum Krieg. Die ladakhische Hauptstadt Leh fiel alsbald, und König De-lek Nam-gyal (Regierungszeit etwa 1675 bis 1705) bat das Mogulreich um Hilfe. Dieses willigte sofort ein, schlug 1683 die Tibeter und verlangte nun den Preis für seinen Beistand, darunter zweijährliche Tributzahlungen und Gebietsabtretungen an Verbündete der Moguln. De-lek Nam-gyal wurde zur Annahme des Islam gezwungen und nannte sich fortan Aqabut Mahmud. Vor allem aber mussten alle ladakhischen Münzen im Namen des Mogulkaisers geprägt werden, Ladakh wurde damit faktisch zum Vasallen der Moguln. Zudem hatte es im Vertrag von Tingmosgang 1684 einige Besitzungen Tibet zu überlassen. Für Ladakhs Wirtschaft erwies sich die neue Lage dagegen als durchaus vorteilhaft, erhielt es doch gewisse Handelsprivilegien, besonders im Wollhandel zwischen Tibet und dem von den Moguln verwalteten Kaschmir. Diese Mittlerrolle hat sicher dazu beigetragen, dass Ladakh seine Unabhängigkeit überhaupt bewahren konnte.

## Ladakh bis zur Eroberung durch die Dogra (18. Jahrhundert bis 1834)
Solange das Mogulreich Nordindien politisch und militärisch dominierte, glich die Aufrechterhaltung der ladakhischen Unabhängigkeit einem wahren Balanceakt. Der Niedergang der Mogulmacht ab Aurangzebs Tod 1707 bedeutete damit eine erhebliche außenpolitische Entlastung. Andererseits war Ladakh im 18. Jahrhundert auf Grund schwacher Herrscher nicht in der Lage, seine eigene Machtposition zu stärken, seine Unabhängigkeit verdankte es vielmehr der Schwäche seiner Gegner. Neue Widersacher stiegen jedoch schon bald aus dem in Indien entstandenen Machtvakuum auf.
Im 18. Jahrhundert geriet das Mogulreich immer mehr unter Druck durch Angriffe der Britischen Ostindienkompanie, der Marathen und der Paschtunen. Letztere nahmen 1751 unter Ahmad Schah Durrani Kaschmir ein. Ladakh hatte seine Tribute nun an die Herrscher aus dem Hause Durrani zu entrichten. Seine religiösen und Handelsbeziehungen zu Tibet, seit 1720 faktisch den chinesischen Qing-Kaisern untergeben, wurden davon nicht beeinträchtigt, ebenso wenig sein Status als selbstständiges Königreich. Ein Thronnachfolgestreit schwächte die Paschtunen ab etwa 1800 zusehends. Ihre Herrschaft währte noch bis 1819, als Kaschmir dem durch den Sikh Ranjit Singh vereinten Punjab einverleibt wurde. Um sich dessen Expansionsbestrebungen erwehren zu können, ersuchte Ladakh die Briten um Unterstützung. Ein Gesandter der Britischen Ostindienkompanie, William Moorcroft, handelte 1820/21 ein Abkommen aus, welches die Kompanie allerdings zurückwies, um Verwicklungen mit dem Punjab zu vermeiden. Dies wiederum bestärkte den Punjab in seinem Vorhaben, Ladakh zu erobern. Tributforderungen und die Anerkennung der Oberhoheit Ranjit Singhs lehnte Ladakh jedoch ab. Zunächst konnte es sich auch behaupten, da sein neuer Widersacher in mehrere Kriege verwickelt war.
Vor allem die hinduistischen Dogra in Jammu unter Gulab Singh, einem Untergebenen des Punjab, zeigten aber ein immer regeres Interesse am strategisch bedeutsamen Ladakh. Gulab Singh hatte sich freiwillig dem aufstrebenden Sikh-Reich unterstellt, um die Herrschaft seiner Familie fortsetzen zu können. 1822 ernannte Ranjit Singh ihn zum Erbkönig (Raja) von Jammu. Ladakhs innere Streitigkeiten nutzte Gulab Singh aus, indem er Gegner des Königs unterstützte. Weder der Punjab noch die Briten stellten sich gegen den Aufstieg der Dogra, ersterer, weil er auf seinen stärksten Untergebenen nicht verzichten konnte, letztere, da sie im Erstarken der Dogra einen inneren Konflikt im Punjab, ihrem einzigen verbliebenen ernsthaften Rivalen in Indien, heraufdämmern sahen. Das britische Augenmerk war besonders auf den einträglichen Wollhandel mit Tibet, der über Ladakh abgewickelt wurde, gerichtet. Ladakh war nicht mehr als ein Spielball größerer Mächte geworden.
Unter diesen Umständen schickte Gulab Singh 1834 seinen fähigsten General, Zorawar Singh, mit 4000 Soldaten nach Ladakh, das sich gegen die Übermacht nicht verteidigen konnte. Ein Hilfegesuch an die Briten blieb unbeantwortet. Schließlich musste sich König Tshe-pal Nam-gyal ergeben. Er verpflichtete sich, eine Wiedergutmachung von 50.000 Rupien und jährliche Abgaben in Höhe von 20.000 Rupien zu leisten. Die Unabhängigkeit Ladakhs endete somit nach rund 900 Jahren mit der Eroberung durch die Dogra.

## Unter den Dogra-Rajas (1834 bis 1947)

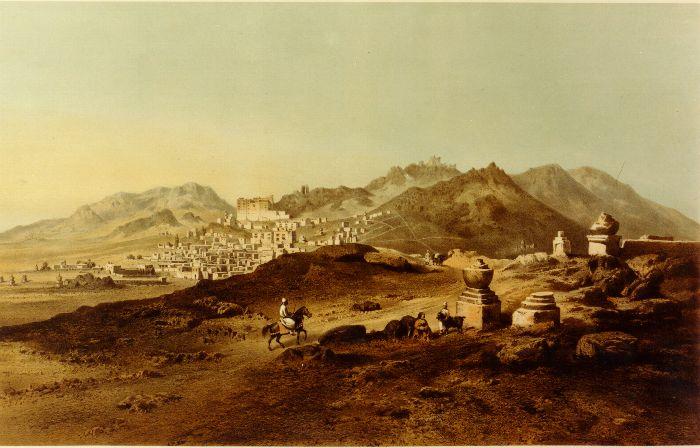
Die ladakhische Hauptstadt Leh 1856

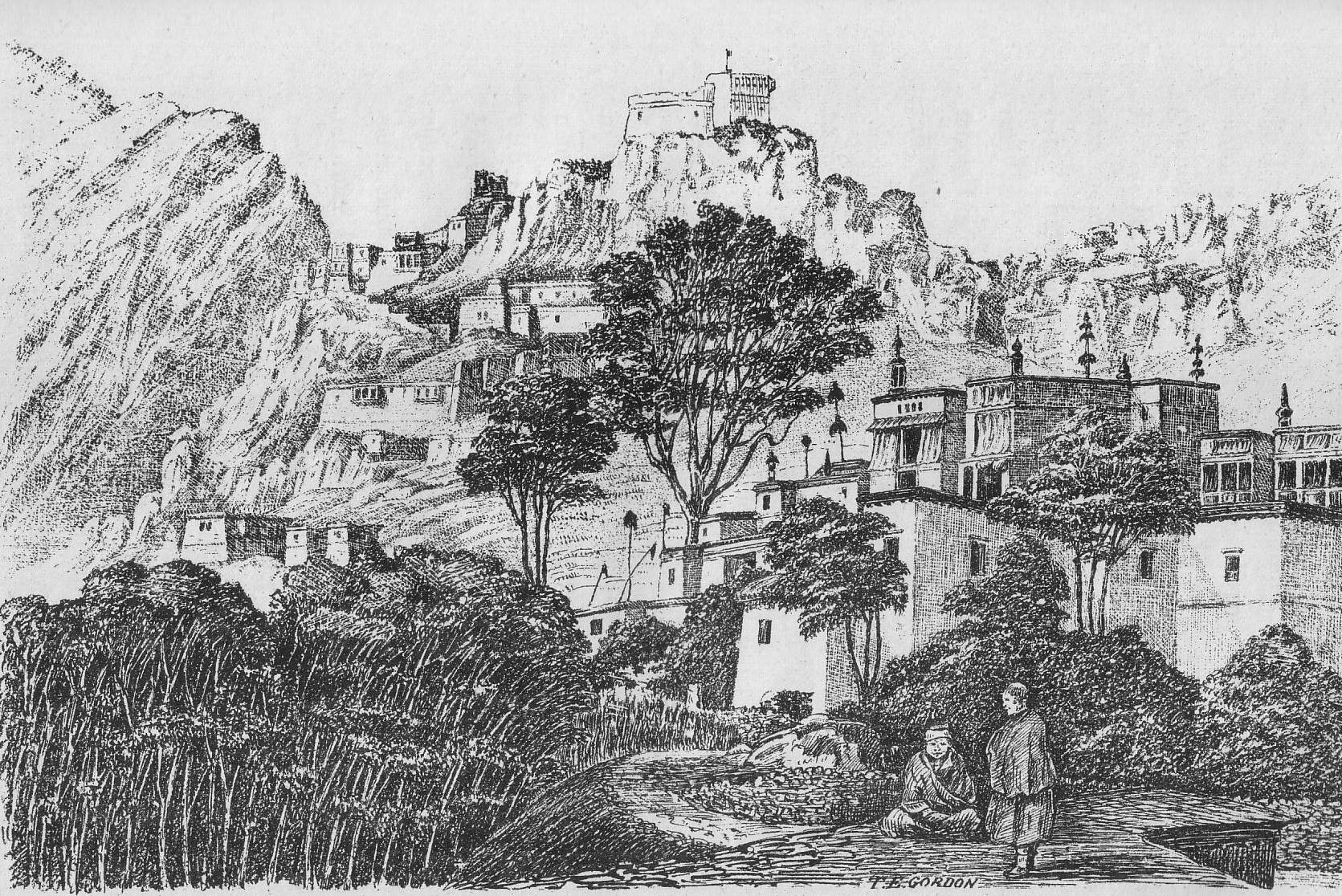
Das buddhistische Kloster Hemis 1876

Während der ersten Jahre der Dogra-Herrschaft in Ladakh sah sich Zorawar Singh wiederholt Aufständen Einheimischer gegenüber. Mehrmals wurde der ladakhische König durch einen neuen Marionetten-Herrscher ersetzt. Einige der Aufstände wurden durch den punjabischen Gouverneur in Kaschmir, dem die wegen der Invasion rückläufigen Wolleinfuhren aus Tibet nicht genügten, angeheizt. Ranjit Singh erkannte die Eroberung dagegen in vollem Umfang an. 1839 nahm Zorawar Singh auch Baltistan ein. Im gleichen Jahr verstarb Ranjit Singh, doch noch erschien der Punjab zu mächtig, um auch das Kaschmirtal anzugreifen. Stattdessen geriet Tibet ins Blickfeld der Interessen. Der Zugang zum Hochland stand durch die Einverleibung Ladakhs offen.
Um den Wollhandel vollends unter seine Kontrolle zu bringen, wollte Gulab Singh Ladakhs alte Gebietsansprüche auf Westtibet, Ursprungsland der durch Ladakh nach Kaschmir ausgeführten Wolle, wiederbeleben. 1841 schienen die Bedingungen für einen Angriff auf Tibet angesichts der Schwäche der umliegenden Mächte günstig: Das Sikh-Reich befand sich nach Ranjit Singhs Tod im Niedergang, während die Briten in zwei Kriege gegen Afghanistan (Erster Anglo-Afghanischer Krieg) und China (Erster Opiumkrieg) verwickelt waren, dazu kamen Aufstände in Birma. Tibet selbst war durch den Machtkampf zwischen dem Vormund des elften Dalai Lama und dessen Ministern geschwächt. Im Sommer 1841 brach General Zorawar Singh von Ladakh aus mit 4000 Soldaten, darunter viele ladakhische, nach Tibet auf. Ziel war es, das rund 200 Jahre zuvor zu Ladakh gehörige Territorium westlich des Mayum-Passes bis an die nepalesische Nordwestgrenze wiederzugewinnen. Bei den Briten löste der Kriegszug große Verärgerung aus, da dieser ihren strategischen und wirtschaftlichen Interessen entgegenlief. Sie setzten dem Punjab ein Ultimatum, die Truppen seines Dogra-Untergebenen bis zum 10. Dezember 1841 nach Ladakh zurückzuziehen. Die Dogra widersetzten sich einem Rückzug, bis ihre Armee am 14. Dezember vernichtend geschlagen wurde und ihren Anführer Zorawar Singh verlor. Bis März 1842 war der Vorkriegsstand wiederhergestellt.
Unter den Gefangenen, die die Tibeter machten, befand sich der Vorsteher des Klosters Hemis in Ladakh, Gön-po. Die Niederlage der Dogra erweckte in ihm die Hoffnung, seine Heimat von der Fremdherrschaft befreien zu können. In einem geheimen Brief nach Ladakh berichtete er vom Tod Zorawar Singhs und rief zum Aufstand gegen die Dogra auf. In Leh wurde ein neuer König ausgerufen. Gleichzeitig bat Gön-po die Briten um Hilfe, allerdings ohne Erfolg.
Unterdessen hatten tibetische Minister eine Petition im Namen Ladakhs und Baltistans an den chinesischen Kaiser geschickt. Mittels dieser Intrige hoffte Tibet, Ladakh annektieren zu können. Im Juni 1842 machten sich rund 5000 tibetische Soldaten auf den Weg nach Ladakh. Gulab Singh mahnte man, Ladakh zu räumen. Als Entschädigung versprach man ihm die Lieferung von Wolle, Tuch und Tee. Gulab Singh lehnte ab. Im Bündnis mit dem von den Dogra abgesetzten Herrscher von Baltistan belagerten die tibetischen Truppen alsbald die ladakhische Hauptstadt Leh. Als sie Kunde von herannahenden Entsatztruppen erhielten, zogen sie sich ins obere Tal des Indus zurück, bis eigene Verstärkung aus Tibet eintraf. Bei Chushul kam es zur Schlacht mit siegreichem Ausgang für das Heer Gulab Singhs, das kurz darauf den Fluss anstaute, das tibetische Lager überflutete und seinen Gegner so zur Aufgabe zwang. Als Ergebnis des Krieges erkannte Tibet die Dogra-Herrschaft über Ladakh an. Die Dogra mussten im Gegenzug auf alle weiteren Gebietsansprüche verzichten. Ladakhs königliche Familie durfte zwar in Ladakh bleiben, solange sie sich nicht gegen die Dogra auflehnte, musste aber aus dem königlichen Palast in Leh in das Dorf Stok umziehen. Der Handel mit Westtibet wurde fortgesetzt, sodass sich keine negativen Folgen für Ladakhs Wirtschaft ergaben.
Ladakh musste sich somit endgültig Gulab Singh, dem Dogra-Raja von Jammu, seinerseits Untergebener des Punjab, unterordnen. Nach dem Tod des punjabischen Herrschers Ranjit Singh 1839 schien der Zusammenbruch seines Staates jedoch nur noch eine Frage der Zeit zu sein. 1845 weigerte sich Gulab Singh, dem Punjab weiterhin als Lehnsmann zu dienen. Ein Jahr später musste der Punjab, vor allem auf Druck der Britischen Ostindien-Kompanie, die volle Unabhängigkeit Jammus anerkennen. Das Kaschmir-Tal ging in britischen Besitz über, wurde dann aber an Gulab Singh verkauft, der damit seinen langgehegten Traum eines unabhängigen Dogra-Königreiches in Kaschmir verwirklichen konnte. Noch 1846 wurden die Beziehungen mit der Kompanie im Vertrag von Amritsar formalisiert. Auch wenn sich Kaschmir im Vergleich zu anderen indischen Fürstenstaaten einen recht hohen Grad an innerer Selbstständigkeit sichern konnte, gehörte es von da an de facto zum britischen Einflussbereich.
Ab den 1860er Jahren gerieten Kaschmir und Ladakh wieder stärker ins Blickfeld der imperialistischen Großmachtpolitik der Briten, besonders im Hinblick auf die Auseinandersetzung mit Russland um die Vormachtstellung in Zentralasien, bekannt als The Great Game. Während die Briten sich weiter nach Nordwestindien ausdehnten, expandierte das russische Zarenreich ins westliche Turkestan. Als das chinesische Kaiserreich 1865 die Kontrolle über seine nordwestlichste Provinz Xinjiang an den mittelasiatischen Kriegsherrn Jakub Bek verlor, bemühten sich sowohl Russland als auch Britisch-Indien um einen Ausbau der Handelsbeziehungen mit Jakub Beks Reich. Die Briten sahen dafür eine Straße von Nordindien durch Ladakh nach Ostturkestan vor. Zu diesem Zweck unterzeichneten sie 1870 einen Vertrag mit dem Maharaja von Kaschmir. Der Handel mit Ostturkestan brachte jedoch wenig Profit, und schon 1877 fiel das Gebiet erneut an China.
Der Wettstreit zwischen Briten und Russen spitzte sich in den 1880er Jahren zu, als Russland Kontakte zum lokalen Herrscher des Kaschmir unterstellten Kleinstaates Hunza aufbaute. Da der kaschmirische Maharaja nicht in der Lage war, den Grenzkonflikt zu bewältigen, wurde er 1889 entmachtet und erst 1921 wieder eingesetzt. Derweil hatten die Briten ihre diplomatischen und militärischen Aktivitäten in der Region verstärkt. Sie richteten eine Vertretung in Gilgit (Baltistan) ein, welche die Vorgänge im nördlichen Kaschmir überwachen und eine schlagkräftige, jederzeit einsatzbereite Schutztruppe aufstellen sollte. 1890 besuchte erneut eine russische Abordnung Hunza und sicherte dessen Herrscher Safdar Ali Beistand gegen die immer einflussreicheren Briten zu. Ein Jahr später führte die Entscheidung Safdar Alis, die kaschmirischen Truppen seines Landes zu verweisen, zu einem kurzen, aber blutigen Krieg mit den Briten, den letztere für sich entschieden. Weder Russland noch China kamen ihm zu Hilfe, da sie eine offene Konfrontation mit Großbritannien um jeden Preis vermeiden wollten. Mit dem Ende des Krieges hatten die Briten ihre Machtposition in Kaschmir und Ladakh endgültig gefestigt.
Obwohl die russische Position mit der Niederlage geschwächt war, weitete sich der Territorialstreit bald auch auf Ladakh aus. Auf Druck der Russen beanspruchten chinesische Beamte ab 1896 das traditionell ladakhische Aksai-Chin-Hochland als Teil von Tibet. Das unbewohnte, lebensfeindliche Hochland besteht hauptsächlich aus einer Salzwüste, dessen Salzvorkommen von ladakhischen und mittelasiatischen Händlern genutzt wurden. Da das Gebiet für die Briten jedoch keinen nennenswerten wirtschaftlichen oder strategischen Nutzen hatte, boten sie es China im Tausch für die Anerkennung der britischen Hoheit über Hunza an. China ging auf den vorgeschlagenen Handel jedoch nicht ein.
Bis in die 1940er Jahre ereigneten sich in Ladakh keine größeren politischen oder wirtschaftlichen Veränderungen. Das Ringen der imperialistischen Kolonialreiche und China um Macht und Einfluss ging an Ladakh vorüber, zumal sich Tibet 1911 mit dem Zusammenbruch des Kaisertums in China von dessen Vorherrschaft befreien konnte.

## Im Ersten Indisch-Pakistanischen Krieg (1947/48)
Im August 1947 gewann Indien seine Unabhängigkeit von Großbritannien. Das ehemalige Britisch-Indien wurde in einen überwiegend muslimischen Staat namens Pakistan und das hauptsächlich hinduistische Indien geteilt. Der Fürstenstaat Kaschmir hatte sich jedoch bis zum Zeitpunkt der Unabhängigkeit nicht für die Zugehörigkeit zu einem der beiden Staaten entschieden. Der hinduistische Maharaja Hari Singh strebte die Unabhängigkeit Kaschmirs an. Der Großteil der Bevölkerung seines Staates war aber muslimischen Glaubens, so dass Pakistan das Gebiet für sich beanspruchte.
Im Oktober 1947 drangen pro-pakistanische Freischärler auf kaschmirisches Hoheitsgebiet ein, woraufhin der Maharaja Indien um Beistand ersuchte. Indien war bereit, dem Hilfegesuch nachzukommen, jedoch nur unter der Bedingung, dass sich Kaschmir Indien angliedere. Nachdem dies erfolgt war, griffen indische Truppen in den Konflikt ein, der sich zum Ersten Indisch-Pakistanischen Krieg ausdehnte. Innerhalb kurzer Zeit wurde das buddhistische Ladakh von indischen Truppen besetzt. Im Frühjahr und Sommer 1948 gelang Pakistan ein Vorstoß von Skardu in Baltistan über Kargil bis in den Nordwesten Ladakhs, das damit vom indisch besetzten Kaschmirtal abgeschnitten war. Ladakhische Beamte, die die Zugehörigkeit ihres Landes zu Pakistan verhindern wollten, sandten ein Hilfegesuch an das Hauptquartier der indischen Armee in Kaschmir. Die Luftwaffe errichtete umgehend eine Luftbrücke in die ladakhische Hauptstadt Leh, über die Gurkha-Einheiten eingeflogen wurden. Sie brachten den pakistanischen Vormarsch wenige Kilometer westlich von Leh zum Stehen. Zur gleichen Zeit wurde eine alternative, aber äußerst unwegsame Landverbindung von Manali im heutigen indischen Bundesstaat Himachal Pradesh über den fast 5000 Meter hohen Bara-Lacha-Pass nach Leh geöffnet, um Nachschub heranbringen zu können. Im November durchbrach die indische Armee die pakistanischen Verteidigungsstellungen am Zoji-La-Pass zwischen Srinagar und Kargil. Am 23. November wurde Kargil zurückerobert und die pakistanischen Einheiten aus Ladakh zurückgedrängt.
Die Vereinten Nationen handelten schließlich einen Waffenstillstand zwischen Indien und Pakistan aus, der am 1. Januar 1949 in Kraft trat. Die Waffenstillstandslinie, die bis heute von keiner Seite als offizielle Grenze anerkannt wird, teilt die Verwaltungseinheit Ladakh im Norden. Die nördliche Hälfte umfasst das muslimische Baltistan und untersteht seitdem Pakistan. Der südliche, buddhistische Teil, also Ladakh im engeren Sinne, steht seitdem unter indischer Verwaltung. Pakistan erhebt aber nach wie vor Anspruch auf den indischen Teil Kaschmirs einschließlich Ladakh.

## Unter indischer Verwaltung (seit 1948)

### Indisch-chinesischer Grenzkonflikt
In den 1950er Jahren geriet Ladakh infolge des Aufstiegs der Maoisten in China erneut in den Mittelpunkt machtpolitischer Auseinandersetzungen. Die Ausdehnung der maoistischen Herrschaft auf Xinjiang hatte für Ladakh zunächst nur wirtschaftliche Folgen: Nachdem die Chinesen alle ausländischen Vertretungen in Xinjiang, einschließlich des indischen Konsulats, geschlossen hatten, um jegliche Fremdeinflüsse in der Region zu unterbinden, brach der Handel mit Ladakh vollständig zusammen. Die Besetzung Tibets durch die Volksrepublik China weckte in Indien aber Befürchtungen, dass die im 19. Jahrhundert ungeklärten Grenzfragen wieder aufflammen könnten. Tatsächlich hatte die chinesische Volksbefreiungsarmee, von indischen Behörden unbemerkt, 1950 beim Einmarsch nach Westtibet das umstrittene Gebiet Aksai Chin im Nordosten Ladakhs durchquert. Mit der Umwandlung der indischen Mission in Lhasa in ein Generalkonsulat und endgültig mit einem Abkommen im Jahre 1954 erkannte Indien die chinesische Souveränität über Tibet diplomatisch an. Dank der guten Beziehungen zwischen China und Indien im ersten Jahrzehnt nach dessen Unabhängigkeit blieb die Frage der Grenzziehung zwischen beiden Staaten zunächst außen vor.
Erst als China ab 1956 schrittweise seinen Einflussbereich auf Teile Aksai Chins ausdehnte und 1957/58 eine Verbindungsstraße von Tibet nach Xinjiang durch das nahezu menschenleere Hochland baute, kam es zu Spannungen zwischen Neu-Delhi und Peking. Zunehmend litt nun auch der von jeher bedeutsame Warenaustausch zwischen Tibet und Ladakh unter der veränderten politischen Lage. So unterband die indische Regierung etwa die Ausfuhr „strategischer Güter“ über Ladakh ins tibetische Hochland. Der blutig niedergeschlagene tibetische Volksaufstand von 1959 hatte weitere negative Folgen für Ladakh. Zum einen verschärfte die Ankunft tibetischer Flüchtlinge die ohnehin schlechte Wirtschaftslage, zum anderen führte die Misshandlung von sich in Tibet aufhaltenden ladakhischen Mönchen zu zusätzlichen Spannungen zwischen Indien und China. Grenzgespräche im Jahr 1960 scheiterten. Um der Besetzung Aksai Chins entgegenzuwirken, errichtete Indien mehrere Grenzposten in dem umstrittenen Gebiet. Im Juli 1962 ereignete sich der erste militärische Zwischenfall, als chinesische Einheiten mehrere Tage einen solchen Posten blockierten.
Im September kam es an der Nordostgrenze Indiens, wo China ebenfalls Gebietsansprüche stellte, zu ersten Gefechten, die sich zum Indisch-Chinesischen Grenzkrieg ausweiteten. In Ladakh besetzte China im Verlauf des Krieges gesamt Aksai Chin sowie die zuvor indische gehaltene Region um das Grenzdorf Demchok etwa 240 Kilometer südöstlich von Leh. In den Kampfhandlungen kamen mehrere tausend Menschen ums Leben. Am 20. November verkündete China überraschend einen Waffenstillstand, behielt aber Aksai Chin und Demchok. Obwohl Indien offiziell nach wie vor Anspruch auf jene Gebiete als Teil Ladakhs erhebt, hat es seit 1962 keine Grenzzwischenfälle mehr gegeben. Stattdessen wahren seitdem beide Seiten den Status quo.
Wirtschaftlich wirkte sich der Krieg verheerend auf Ladakh aus. Ein indisch-chinesisches Handelsabkommen aus dem Jahr 1954 war im Sommer 1962 ausgelaufen und nicht verlängert worden, sodass der Tibethandel endgültig zum Erliegen kam. Außerdem blieb Ladakh infolge des Krieges für Ausländer gesperrt. Erst 1974 wurde es wieder frei zugänglich, vor allem, um den Fremdenverkehr als neue Einnahmequelle für die verarmte Region zu erschließen. Tatsächlich hat sich der Tourismus mittlerweile zu einer wichtigen Stütze der ladakhischen Wirtschaft entwickelt.

### Innere Entwicklung seit 1948

Aktuelle Gebietsaufteilung Kaschmirs: Das ladakhische Kernland wird von Indien, Baltistan als Teil von Gilgit-Baltistan (Pakistan) und Aksai Chin von China verwaltet:

1951, im Jahr nach dem Inkrafttreten der indischen Verfassung, konstituierte sich in Jammu und Kashmir eine verfassunggebende Versammlung (State Constituent Assembly), und es wurden die ersten Wahlen abgehalten. 1957 band Indien Jammu und Kashmir stärker in sein föderalistisches System ein, indem es ihm den Status eines Bundesstaates mit Sonderrechten verlieh. Ladakh nahm als größter der sieben Distrikte etwa die Hälfte des neuen Staates ein. Etwa jeweils die Hälfte der Bevölkerung bekannte sich zum buddhistischen bzw. islamischen Glauben.
Da die ladakhischen Buddhisten unter der Gesamtbevölkerung Jammu und Kashmirs lediglich eine Minderheit von etwas mehr als einem Prozent darstellen, besteht seit der Angliederung an Indien die Befürchtung, dass Ladakh in dem muslimischen Mehrheitsstaat ins politische Abseits geraten könnte. In den 1960er Jahren entstand erstmals eine Bewegung unter dem Lama und Politiker Kushak Bakula, die sich für größere Autonomie einsetzte. Sie kritisierte auch die Benachteiligung Ladakhs bei der Verteilung finanzieller Mittel. 1968 führte die Regierung von Jammu und Kashmir ein Reservierungssystem für benachteiligte Gruppierungen ein. Zwei Prozent der Stellen in der öffentlichen Verwaltung sind seitdem für die Ladakhis reserviert. Ein Jahr später wurde erstmals auch die Einführung von Panchayats (Dorfräten) in Ladakh vorgeschlagen und noch im selben Jahr umgesetzt. Im Zuge einer Neuordnung der Verwaltungseinheiten des Bundesstaats wurde der Distrikt Ladakh 1979 geteilt. Der größere, vorwiegend buddhistische (rund 80 Prozent) Ostteil bildet seitdem den Distrikt Leh, während der kleinere, westliche Teil nun einen eigenen Distrikt namens Kargil darstellt. Seine Bevölkerung ist überwiegend muslimisch, allerdings gehört auch die buddhistische Landschaft Zanskar zu Kargil.
Trotz einiger Zugeständnisse hielten die Bedenken einer politischen und sozialen Marginalisierung der Ladakhis an. Bezeichnend ist, dass die Regierung Jammu und Kashmirs erst 1988 zum ersten Mal einen ladakhischen Minister in ihr Kabinett berief. 1980 entzündete sich an der Verlagerung eines Dieselgenerators von Zanskar in den Ort Kargil großer Unmut. Es kam zu Protesten im benachbarten Leh-Distrikt, die schließlich in eine allgemeine ladakhische Autonomiebewegung mündeten. Anhänger unterschiedlicher politischer Lager gründeten das Ladakh Action Committee. Hauptforderungen waren die Umwandlung der Gebiete mit buddhistischer Bevölkerungsmehrheit in eine autonome Region innerhalb Jammu und Kashmirs sowie die Anerkennung der Ladakhis als Scheduled Tribe mit Minderheitenrechten, was 1989 auch gewährt wurde. Zunächst ging die Regierung in Srinagar aber nicht auf die Forderungen ein. Verärgert angesichts dieser zögerlichen Haltung gerieten demonstrierende Ladakhis im Januar 1982 sogar in gewaltsame Zusammenstöße mit der Polizei.
Mit dem Ausbruch der gewaltsamen Unabhängigkeitsbewegung im muslimischen Kaschmir-Tal Ende der 1980er Jahre wurde die schon Anfang der 1950er Jahre vorgebrachte Forderung wieder laut, Ladakh aus dem Verbund mit Jammu und Kashmir herauszulösen und als Unionsterritorium unter direkte Verwaltung der indischen Zentralregierung zu stellen. Die Ladakhi Buddhist Association (Ladakhische Buddhistische Vereinigung, LBA) kritisierte neben der mangelnden politischen Repräsentation Ladakhs in Regierung und Verwaltung vor allem die als ungerecht empfundene Verteilung von Entwicklungshilfen innerhalb des Bundesstaats sowie die Kultur- und Bildungspolitik Srinagars, die beispielsweise Urdu als Schulpflichtfach auch in Ladakh festlegte, nicht aber die einheimische, mit dem Tibetischen verwandte ladakhische Sprache. Zudem profitierten hauptsächlich in Leh niedergelassene kaschmirische Händler statt der buddhistischen Einwohner vom wirtschaftlichen Aufschwung durch den Fremdenverkehr. 1989 organisierte die LBA Boykotte gegen muslimische Händler und Maßnahmen des zivilen Ungehorsams gegen Beamte aus dem Kaschmir-Tal. In darauffolgenden Verhandlungen zwischen der indischen Zentralregierung, der Regierung von Jammu und Kashmir und der LBA verzichtete letztere zu Gunsten eines autonomen Entwicklungsrates nach dem Vorbild einer ähnlichen Einrichtung im nordostindischen Darjiling auf den Status des Unionsterritoriums. Der Ladakh Autonomous Hill Development Council (Autonomer Bergentwicklungsrat Ladakh, LAHDC) wurde schließlich 1995 als erster Schritt auf dem Weg zu größerer Selbstbestimmung im Distrikt Leh errichtet. Er hat 30 Mitglieder, davon werden 26 von der Bevölkerung Lehs gewählt und vier von der Regierung Jammu und Kashmirs ernannt. Ziel des Rates ist es, die wirtschaftliche Entwicklung aus eigener Kraft zu fördern und die Lebensbedingungen der Bevölkerung zu verbessern – unter Berücksichtigung der traditionellen Lebensweise und Kultur. Erster Vorsitzender wurde der LBA-Vorsitzende Thupstang Chhewang.
Obwohl mit umfassenden Vollmachten ausgestattet, erwies sich der LAHDC bald als wenig effektiv. Seit 2000 gewinnt die Idee eines Unionsterritoriums Ladakh wieder an Auftrieb. 2002 gründeten Anhänger dieser Idee die Ladakh Union Territory Front (LUTF) als politische Partei, die noch im selben Jahr bei den Wahlen zum Parlament Jammu und Kashmirs beide Sitze des Distriktes Leh errang. 2005 gewann sie in den Wahlen zum LAHDC 24 von 26 Sitzen und löste damit die Kongresspartei als beherrschende politische Gruppierung des Rates ab. Der indische Staat stand der Gründung eines buddhistischen Unionsterritoriums Ladakh jedoch skeptisch gegenüber, da er eine Gliederung seines Territoriums auf religiöser Grundlage für unvereinbar mit seinem laizistischen Grundprinzip hielt.

### Trennung von Jammu und Kashmir
Am 31. Oktober 2019 wurde Ladakh als separates Unionsterritorium (ohne eigene Legislative) von Jammu und Kashmir abgetrennt.